# (612619) 2003 SN317
(612619) 2003 SN317 est un objet transneptunien faisant partie des cubewanos, d'un diamète probable d'environ 150 km.